# Razmerje potisk/teža
Razmerje potisk/teža je razmerje med potiskom in težo raketnega, reaktivnega ali propelerskega motorja, ki nam pove zmogljivosti in sposobnosti motorja oziroma vozila, ki ga poganja.

## Letala
| Potisk | 1500 N  |
| Masa   | 17.1 kg |
| TWR    | ~8.945  |

Razmerje potisk/teža in obrementitev kril, nam dajo vpogled v sposobnosti letala, kot je npr. manevrirnost 
Razmerje je odvisno od faze leta, z višanjem višine se zmanjša potisk motorja zaradi manjše gostote zraka. Prav tako letalo porabi gorivo in postane lažje v zadnjih delih leta. V tabeli so primeri z največjim potiskom na nivoju morja in maksimalno vzleto težo. 
{\displaystyle \left({\frac {T}{W}}\right)_{cruise}={\frac {1}{({\frac {L}{D}})_{cruise}}}}
T je potisk  (Thrust), W je teža (Weight), L je vzgon (Lift), D je zračni upor (Drag)
Za propelerska letara izračunamo po naslednji enačbi:
{\displaystyle {\frac {T}{W}}=\left({\frac {\eta _{p}}{V}}\right)\left({\frac {P}{W}}\right)}
kjer je {\displaystyle \eta _{p}\;} izkoristek propelerja brez enote pri dejanski hitrosti {\displaystyle V\;}v m/s, {\displaystyle P\;}je moč motorja v W oz. N*m/s in W je teža v N.
| Plovilo       | Razmerje potisk/teža                 | Primer                                                         |
| ------------- | ------------------------------------ | -------------------------------------------------------------- |
| Cessna 152    | 0,143                                | Vzlet pri maks. teži                                           |
| B-2 Spirit    | 0,205                                | Vzlet pri maks. teži                                           |
| Concorde      | 0,373                                | Vzlet pri maks. teži z dodatnim zgorevanjem                    |
| Lightning     | 0,63                                 | Vzlet pri maks. teži, brez dodatnegaa zgorevanja               |
| Lightning     | 1,2                                  | prazen, z dodatnim zgorevanjem                                 |
| F-22          | > 1,09 (1,26 naložen inz 50% goriva) | Vzletni pri maks. teži, brez dodatnegaa zgorevanja             |
| MiG-29        | 1,09                                 | Maks. količina goriva, oborožen s 4 raketami                   |
| F-15          | 1,04                                 | Normalno naložen                                               |
| F-16          | 1,096                                |                                                                |
| Harrier       | 1,1                                  |                                                                |
| Typhoon       | 1,07                                 | Polno naložen z gorivom, 2 IRIS-T raketi, 4 MBDA Meteor rakete |
| Space Shuttle | 1,5                                  | Pri vzletu                                                     |
| Rafale        | 0,988                                | Polno naložen z gorivom,2 EM A2A rakete, in 2 IR A2A rakete    |
| Space Shuttle | 3                                    | Na največji moči                                               |

### Lovska letala
| Specifikacije/lovec                     | F-15K  | F-15C  | MiG-29K | MiG-29B | JF-17  | J-10   | F-35A  | F-35B  | F-35C  | F-22   |
| --------------------------------------- | ------ | ------ | ------- | ------- | ------ | ------ | ------ | ------ | ------ | ------ |
| Maks. potisk motorjev(kgf)              | 26.456 | 21.274 | 18.000  | 16.600  | 08.300 | 12.500 | 18.098 | 18.098 | 18.098 | 31.764 |
| Prazna teža letala (kg)                 | 17.010 | 14.379 | 12.723  | 10.900  | 06.586 | 09.250 | 13.290 | 14.515 | 15.785 | 19.673 |
| Teža letala z maks. gorivom (kg)        | 23.143 | 20.671 | 17.963  | 14.405  | 08.886 | 13.044 | 21.672 | 20.867 | 24.403 | 27.836 |
| Teža naloženega letala (kg)             | 36.741 | 30.845 | 22.400  | 18.500  | 12.700 | 19.277 | 31.752 | 27.216 | 31.752 | 37.869 |
| Teža goriva (kg)                        | 06.133 | 06.292 | 05.240  | 03.505  | 02.300 | 03.794 | 08.382 | 06.352 | 08.618 | 08.163 |
| Razmerje potisk/teža (s polnim gorivom) | 1,14   | 1,03   | 1,00    | 1,15    | 0,93   | 0,96   | 0,84   | 0,87   | 0,74   | 1,14   |